# Jay Leno
Jay Leno (født James Douglas Muir Leno, 28. april 1950) er en amerikansk komiker og er bedst kendt som talkshowvært på The Tonight Show. Desuden ejer han produktionsselskabet Big Dog Productions, der er medproducent på The Tonight Show.
Fredag den 29. maj 2009 var hans (dengang) sidste The Tonight Show; efter 17 år forlod jobbet som vært på The Tonight Show. Den 14. september 2009 var Jay Leno tilbage igen som talkshowvært, en time før og med et show der hed The Jay Leno Show. "The Tonight Show With Conan O'Brien" begyndte den 1. juni 2009 i stedet for Jay Lenos program. Den 22. januar sluttede Conan O'Briens show dog igen, og "The Tonight Show with Jay Leno" genopstod d. 1. marts 2010.